# Chakaia Booker
Pour les articles homonymes, voir Booker (homonymie).
Chakaia Booker, née en 1953 à Newark, est une artiste américaine reconnue pour son travail de sculpture environnementale. Son travail consiste à transformer des objets trouvés en art expressif qui aborde les questions sociales et culturelles, ainsi que la féminité.

## Biographie
Originaire du New Jersey, Chakaia Booker est titulaire d’un baccalauréat ès arts en sociologie de l'Université Rutgers en 1976. En 1993, elle est diplômée d’un Master of Fine Arts du City College of New York (CUNY). Parallèlement à ses études, elle approfondit différents sujets, y compris la danse africaine, la céramique, le tissage, la vannerie ainsi que le Tai-chi-chuan qui contribuent à l’approfondissement de ses pratiques artistiques. L’artiste a toujours ressenti le besoin d'utiliser ces compétences différemment comme moyen d'expérimentation et de jeu. Ces compétences ont toutes été traduites en un outil particulier pour créer ses sculptures élaborées.
Chakaia Booker travaille et réside à New York.

## Carrière artistique
À l'image de ses sculptures, Chakaia Booker se décrit comme soigneusement assemblée et richement stratifiée, telle une sculpture à travers ses tâches d'habillage, de couture, de cuisine et d'autres activités quotidiennes qu'elle considère comme des formes d'art à part entière. À partir des années 1980, l'artiste réalise des sculptures portables qu'elle place en intérieur, et utilise comme des vêtements pour parfaire son sujet : "La sculpture de vêtement portable visait à obtenir de l'énergie et des sensations à partir d'une conception souhaitée." .
Chakaia Booker commence à travailler avec des pneus en caoutchouc au début des années 1990. Les divers motifs, couleurs et largeurs de bande de roulement que possèdent les pneus créent une palette pour l'artiste, similaire à la palette du peintre. L'utilisation des pneus est considérée comme une «réponse esthétique au paysage urbain du nord du New Jersey». Le caoutchouc et les pneus ont été transformés en matériaux fluides leur donnant une nouvelle vie et une nouvelle énergie. Les pneus représentent des métaphores qui répondent à des préoccupations esthétiques, politiques et économiques.
Les sculptures de l'artiste sont chargées de préoccupations sociales. Les œuvres créées avec des pneus abordent l'identité afro-américaine. Les pneus noirs symbolisent la force de l'identité afro-américaine tandis que les nuances de couleurs sont censées évoquer la complexité des cultures et du métissage : "Les pigments variés allant du bleu-noir, du gris foncé et du brun, parfois estampillés de bleu ou de rouge ainsi que des textures mates, lisses, brillantes, craquelées, représentent la gamme des tons de peau afro-américains. Récupérer une telle beauté provocante de morceaux de caoutchouc noir résistant [fournit] une métaphore convaincante de la survie des Afro-Américains dans le monde moderne. ",.
Son travail contemporain présente un niveau de reconnaissance de son héritage africain. La sculpture des pneus dans son travail représente la scarification et la peinture corporelle, qui étaient autrefois et sont toujours présentes dans les cultures africaines en particulier. Dès le milieu des années 1990, elle réalise une série de masques, où elle semble tirer des traits du visage déformés, et intégrer des marques tribales ouest-africaines avec une moindre citation d'images formelles et une plus grande affirmation de l'identité afro-américaine et de la lignée esthétique. Les motifs et formes géométriques répétitives rappellent les textiles africains traditionnels : "Globalement, les pneumatiques caractérisent, symbolisent et / ou signifient une ténacité, liée à la volonté de la diaspora africaine de continuer à survivre".
Bien que la représentation de l'identité afro-américaine semble très importante dans tout le travail de Chakaia Booker, ce n'est en aucun cas sa seule préoccupation. Ses œuvres attirent l'attention sur l'esclavage, la révolution industrielle, la classe ouvrière ou le travail en usine. En 2001, la sculpture surréaliste Wench (Wrench) III subvertit une clé de mécanicien très masculine en boa de plumes féminin. La pièce Spirit Hunter rappelle des images de vie et de mort ainsi qu'une approche féministe de la naissance et de la sexualité. En 2003, elle interroge la société de consommation et ce qui se passe lorsque la consommation est interdite avec l'oeuvre No More Milk and Cookies.
Les préoccupations de la sculptrice tout au long de son travail sont culturellement diverses en ce qui concerne l'humanité et ses explorations de l'être humain, lui permettant ainsi une meilleure compréhension des situations qu'une personne dite ordinaire ne pourrait endurer.

## Expositions
Sa carrière artistique lui a permis de faire partie de la collection permanente du Metropolitan Museum of Art, du Akron Art Museum, du Johnson Museum of Art de la Cornell University, ou encore des galeries Max Protetch et June Kelly à New York. Elle participe à des expositions de groupe et individuelles au Neuberger Museum of Art, à la galerie Marlborough, à la Sandler Hudson Gallery à Atlanta, au PS 1 Contemporary Art Center dans le Queens, ainsi que dans le cadre de l'exposition Twentieth Century American Sculpture qui s'est tenue à la Maison Blanche en 1996,,,.
Le 22 juin 2008, L'artiste dévoile le projet Chakaia Booker: Mass Transit à Indianapolis. Cette exposition d'art public présente dix sculptures créées par l'artiste à la suite de sa visite à Indianapolis et de ses recherches sur l'histoire et le patrimoine de la ville,. Chakaia Booker est l'une des neuf artistes contemporains dont les œuvres sont exposées à la Wonder Gallery de la Renwick Gallery au Smithsonian American Art Museum de Washington D.C. La sculpture exposée It's So Hard to be Green, a également été présentée à la Biennale du Whitney Museum en 2000.
L'artiste est représenté par Mark Borghi Fine Art à New York.

## Reconnaissance

### Récompenses
- 1988 : Bourse Artists Space, New York
- 1992 : Prix Therese Ralston McCabe Connor, City College of New York, New York
- 1995 : Fondation Joan Mitchell, Bourse des peintres et sculpteurs, New York
- 1997 : Bourse Gregory Millard, Sculpture, New York Foundation for the Arts, New York,
- 1999 : Prix Johnnie L. Cochran, Jr. Art Fund, New York
- 2000 : Bourse Anonymous Was a Woman Award, New York
- 2001 : Prix des Arts et des Lettres, Académie des Arts et des Lettres, New York
- 2002 : Bourse The Pollock-Krasner Foundation, Inc., New York,
- 2005 : Design Award, Art Commission of the City of New York, New York
- 2005 : Bourse pour les beaux-arts, John Simon Guggenheim Memorial Foundation, New York
- 2008 : Prix du mérite en art public, Keep Indianapolis Beautiful, Inc., Indianapolis

### Résidence
- 1994 : Commission NASA Art Program, National Museum of Women in the Arts, Washington
- 1995 : Artiste en résidence, The Studio Museum à Harlem, New York